# Preston (Nevada)
Preston es un lugar designado por el censo en el condado de White Pine en el estado estadounidense de Nevada.

## Geografía
Preston se encuentra ubicado en las coordenadas 38°54′49″N 115°3′38″O / 38.91361, -115.06056.